# Studor v Bohinju
Studor v Bohinju este o localitate din comuna Bohinj, Slovenia, cu o populație de 109 locuitori.